# Tri posleratna druga
Tri posleratna druga je šesti studijski album novosadskog kantautora Đorđa Balaševića. Objavljen je 1989. godine.

## Popis pjesama
1. Shugar rap (4:13)
2. Još jedna pesma o maloj garavoj (3:18)
3. Djevojka s čardaš nogama (3:27)
4. Ćaletova pesma (3:50)
5. D-moll (4:13)
6. Kad odem (6:16)
7. Saputnik (4:50)
8. Remorker (3:44)
9. O, Bože (4:22)